# 大嶋勝吉
大嶋 勝吉（おおしま かつよし）は、戦国時代から安土桃山時代にかけての武将。結城氏の家臣。

## 略歴
大嶋氏は下野国河内郡の国人。家紋は萩の葉。
早くから隣国下総国の結城政勝の傘下に入り、結城領の北の守りを担当した。天正14年（1586年）、主君・結城晴朝の命で常陸国冨谷城の城番として派遣されるが、同城の支配を狙う笠間氏の攻撃を受けて討ち死にしたという。